# Monlezun-d’Armagnac
Monlezun-d’Armagnac ist eine französische Gemeinde mit 188 Einwohnern (Stand 1. Januar 2022) im Département Gers in der Region Okzitanien; sie gehört zum Arrondissement Condom und zum Kanton Grand-Bas-Armagnac.

## Geographie
Die Gemeinde liegt in der Landschaft Bas-Armagnac am rechten Ufer der Izaute, die rund zwei Kilometer weiter in den Midou mündet, rund 25 Kilometer südöstlich von Mont-de-Marsan. Nachbargemeinden von Monlezun-d’Armagnac sind Maupas im Norden, Laujuzan im Osten, Mormès im Süden und Toujouse im Westen.

## Bevölkerungsentwicklung
| Jahr      | 1968 | 1975 | 1982 | 1990 | 1999 | 2006 | 2011 | 2020 |
| Einwohner | 263  | 239  | 259  | 235  | 205  | 194  | 202  | 199  |

## Wirtschaft
Die Gemeinde ist landwirtschaftlich geprägt, wobei auch der Weinbau eine Rolle spielt. Das Gebiet ist bekannt für die Herstellung des Armagnac-Weinbrandes.

## Sehenswürdigkeiten
- Kirche Saint Orens aus dem 15. Jahrhundert

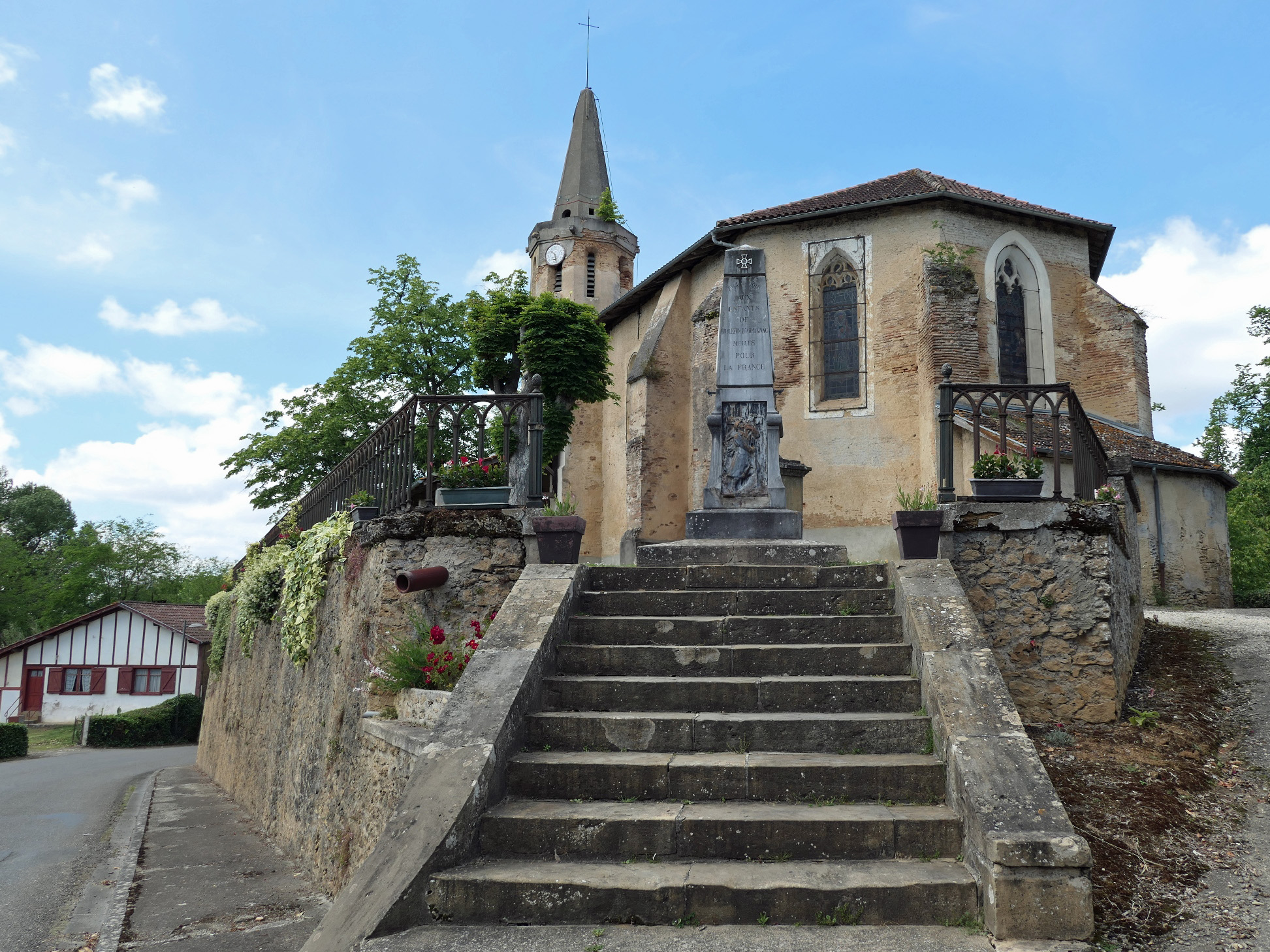
Kirche Saint-Orens
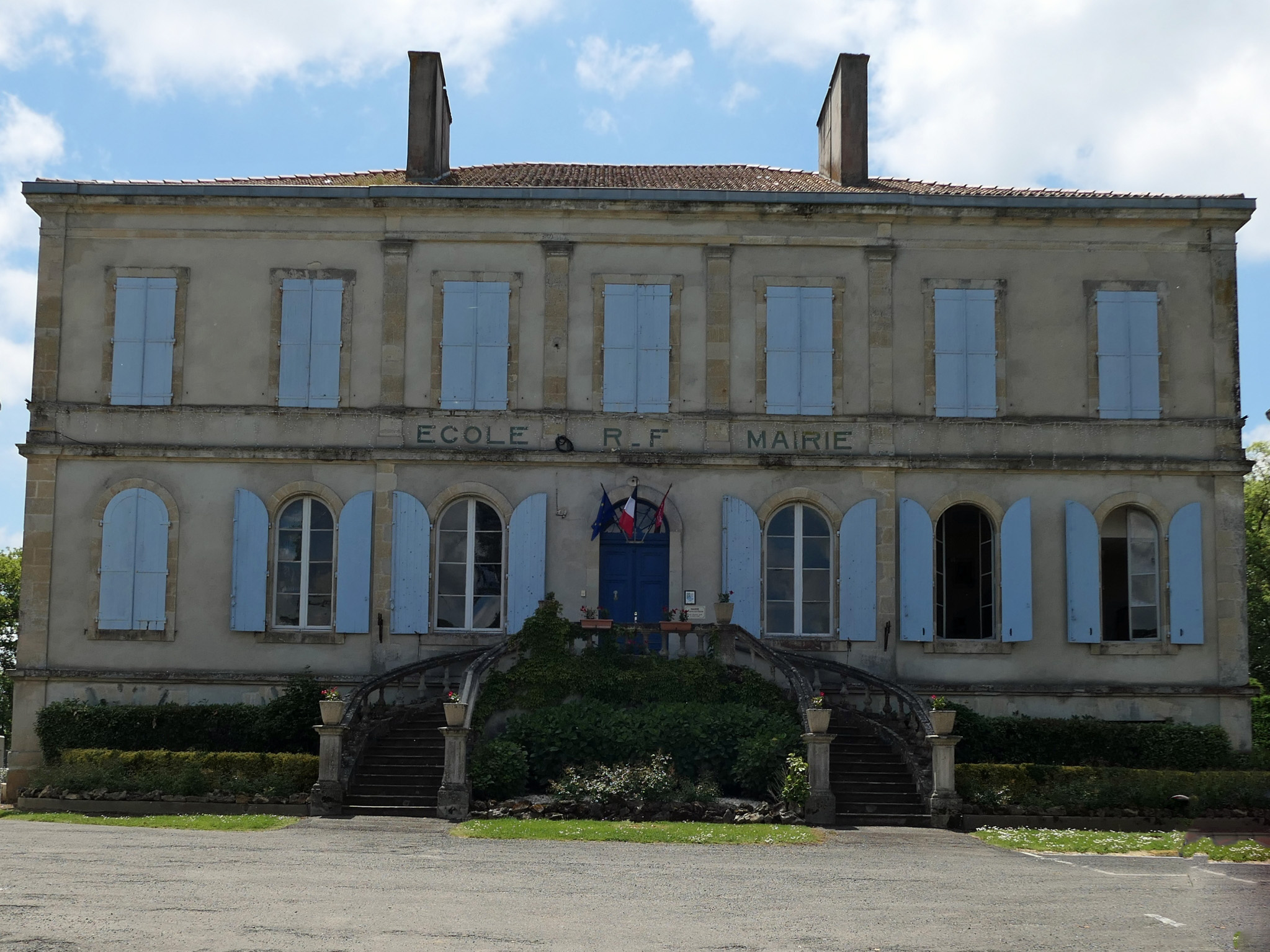
Mairie und Grundschule